# Carmelo Scoma
Carmelo Scoma, né à Prizzi le 22 février 1931, est un homme politique et syndicaliste italien. Membre de la Démocratie chrétienne, il est maire de Palerme de janvier 1976 à octobre 1978.

## Biographie
Fils d'artisan, Carmelo Scoma adhère à la Démocratie chrétienne (Italie) en 1953 puis s'installe à Palerme. Employé par Eras, entreprise publique sicilienne chargé de l'application de la réforme agraire, il s'engage au sein de la Confédération italienne des syndicats de travailleurs.
Proche de Rosario Nicoletti, il participe comme lui à l'aile gauche de la DC, Forze Nuove, animée par Carlo Donat-Cattin. Il entre au conseil municipal de Palerme en 1970 et occupe le poste d'adjoint aux Jardins de Giacomo Marchello. Il est réélu en 1975, avec plus de 16 000 votes préférentiels. 
Les élections de 1975 laisse la DC dominante à Palerme avec 35 élus, mais les équilibres internes évoluent : les fanfaniens de Giovanni Gioia, légèrement en progression, ne sont plus majoritaires avec 12 sièges, alors que Vito Ciancimino et ses alliés, proches du courant Andreotti-Lima, comptent 6 conseillers et que les autres courants totalisent 17 sièges. En face, le PCI d'Achille Occhetto obtient 15 conseillers, dont l'écrivain Leonardo Sciascia et le peintre Renato Guttuso. Les courants de Lima, de Rosario Nicoletti et de Piersanti Mattarella s'accordent contre Giovanni Gioia pour négocier avec le PCI. Lima place Michele Reina, chef de file de la DC municipale, comme secrétaire provincial et le courant de Nicoletti doit choisir dans ses rangs le maire de Palerme pour mener une junte de centre-gauche ouverte aux communistes. 
Finalement, Occhetto et Rosario Nicoletti s'accordent sur une junte DC-Psi-Pri-Psdi avec la collaboration du PCI, le PSI obtenant le portefeuille de l'urbanisme, le PRI et le PSDI accroissant leur présence au sein de l'exécutif. Scoma est choisi fin décembre 1975 pour diriger l'exécutif, et élu le 9 janvier 1976. 
Sous son mandat sont créés les 55 unités de premier niveau et les 25 quartiers de Palerme avec le soutien du PCI et Scoma échoue à lancer la réhabilitation de centre ville. Il va à la rencontre des grévistes et manifestants, cherche à négocier et temporiser. Au conseil, il manie la prudence pour échapper aux excès des conseillers et les divisions politiques.  
Après les élections régionales de juin 1976, les deux conseillers républicains quittent l'exécutif qui poursuit sa collaboration avec le PCI. Selon Antonino Mannino, alors secrétaire provincial du PCI, c'est à cette époque que reviennent les courants de Gioia et de Ciancimino au sein de la majorité. En décembre 1977, le PSI quitte à son tour l'équipe municipale sur fond de désaccords dans la majorité. Scoma prend la tête d'une junte purement démocrate-chrétienne pour voter le budget mais doit affronter la pression de Michele Reina, les excès de Ciancimino et les hésitations du PCI.  
Scoma démissionne le 28 octobre 1978, il démissionne après avoir fondé l'Anci Sicilia, association regroupant les communes siciliennes. 
Il demeure conseiller municipal plusieurs années. En 1984, il est cité comme possible successeur du maire démissionnaire Giuseppe Insalaco, afin de résoudre les divisions internes de la DC palermitaine et d'amener l'aile gauche du parti aux responsabilités tout en permettant la participation des Andreottiens, fanfaniens et Dorotei. Mais les conseillers municipaux démocrates-chrétiens n'entérinent pas cette proposition. 
Le 6 juin 1991, il fait partie des quatre maires, avec Vito Ciancimino, Giacomo Marchello et Nello Martellucci, jugés avec trois anciens adjoints proche de Ciancimino (Midolo, Bronte et Mirana) et les entrepreneurs Arturo Cassina et Pasquale Nisticò, gendre de ce dernier. Accusé d'avoir favorisé les entreprises Lesca et Icem dans la gestion de l'éclairage public et l'entretien des voiries et des égouts, Scoma est condamné à 2 mois de réclusion, alors que Ciancimo est condamné à 3 ans et que Marchello et Martellucci sont relaxés. 
Son fils, Francesco Scoma, est sénateur puis député italien. 